# Front-Light/Back-Light-Verfahren
Das Front-Light/Back-Light-Verfahren wird insbesondere bei Einzelbildaufnahmen bei Stop-Motion verwendet, um damit direkt in der Kamera Maske und Gegenmaske für das Travelling-Matte-Verfahren vorzubereiten. Ein zu animierendes Objekt (z. B. Plastillinfigürchen, Puppe usw.) wird jeweils mit einem Frontlicht so angestrahlt, dass der Hintergrund schwarz bleibt, im nächsten Filmkader (bildet den ganzen Raum, aber nur einen kurzen Moment der Zeit (1/24 Sekunde) ab) wird die Bestrahlung umgekehrt, so dass der Gegenstand als untransparente lichtundurchlässiger Umriss erscheint. In der Postproduktion werden Maske und Gegenmaske im optischen Printer einander zugeordnet.